# 卡緬卡區 (奔薩州)

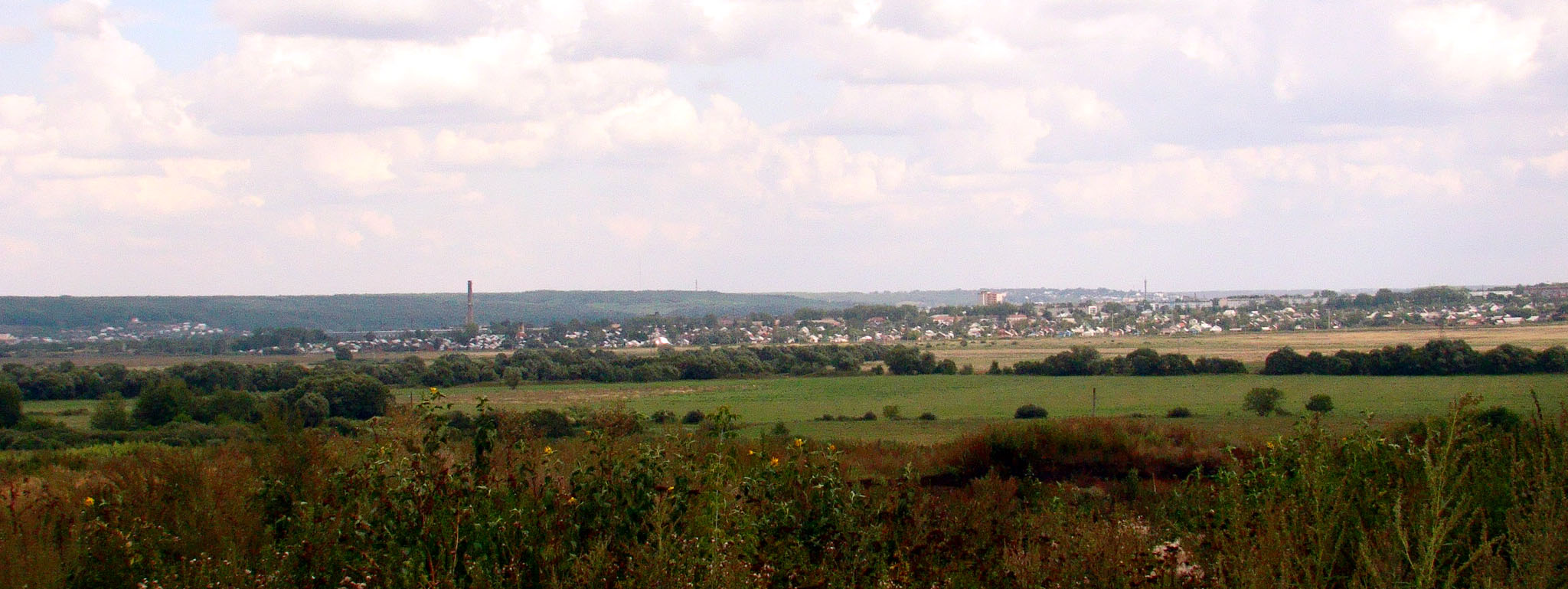

53°11′N 44°03′E / 53.183°N 44.050°E
卡緬卡區（俄语：Каменский район），是俄羅斯的一個區，位於該國西南部，由奔薩州負責管轄，面積2,174平方公里，2010年該地區人口62,322，人口密度每平方公里28.67人。